# Hymenostomum ludovicianum
Hymenostomum ludovicianum là một loài rêu trong họ Pottiaceae. Loài này được (Sull.) A.L. Andrews mô tả khoa học đầu tiên năm 1924.